# يزيد بن طعمة
يزيد بن طعمة بن جارية بن لوذان الخطمي الأنصاري، صحابي، شهد معركة صفين مع علي بن أبي طالب.